# کفتربند
کفتربند یکی از فنون در کشتی زورخانه‌ای و سنتی است.
در این فن، فردِ حمله‌کننده به پشت فردِ حمله گیرنده رفته و دست‌ها را از زیر دست‌های او رد کرده و در نهایت دست‌ها را در پشت گردن حریف به هم قفل کرده و گردن را به جلو هل می‌دهد. به این شکل حریف به جلو خم شده و چاره ای جز تسلیم شدن یا افتادن بر زمین ندارد.

## انواع
- عوج‌بند (نلسون - Nelson)
  - عوج‌بند قیچی از سمت موافق در حالت نشسته در خاک  (Half nelson)
  - عوج‌بند از سمت مخالف
  - عوج‌بند دوبل (دوبل نلسون - Double nelson)
  - کلید عوج‌بند از سمت مخالف در حالت نشسته در خاک (Chicken hook or chicken wing and nelson)
- چنگک (Quarter nelson)
  - چنگک در حالت نشسته در خاک (Quarter nelson)
  - چنگک سالتو از پشت در حالت نشسته در خاک (Over - arm hook to quarter nelson)
- ترکیبی با سگک (Half nelson and leg scissors)
  - سگک عوج‌بند از سمت موافق
  - سگک عوج‌بند از سمت مخالف[۲]